# 郭树忠
郭树忠，体表器官再造专家，教授，主要从事耳再造、鼻再造、生殖器官再造等方面的研究工作。担任中华医学会整形外科学分会主任委员、入选中华人民共和国教育部2008年度"长江学者"特聘教授。曾获得中国国家科技进步一等奖。